# Sinningia magnifica
Sinningia magnifica är en tvåhjärtbladig växtart som först beskrevs av Christoph Friedrich Otto och Dietr., och fick sitt nu gällande namn av Wiehler. Sinningia magnifica ingår i släktet Sinningia och familjen Gesneriaceae. Inga underarter finns listade i Catalogue of Life.

## Bildgalleri

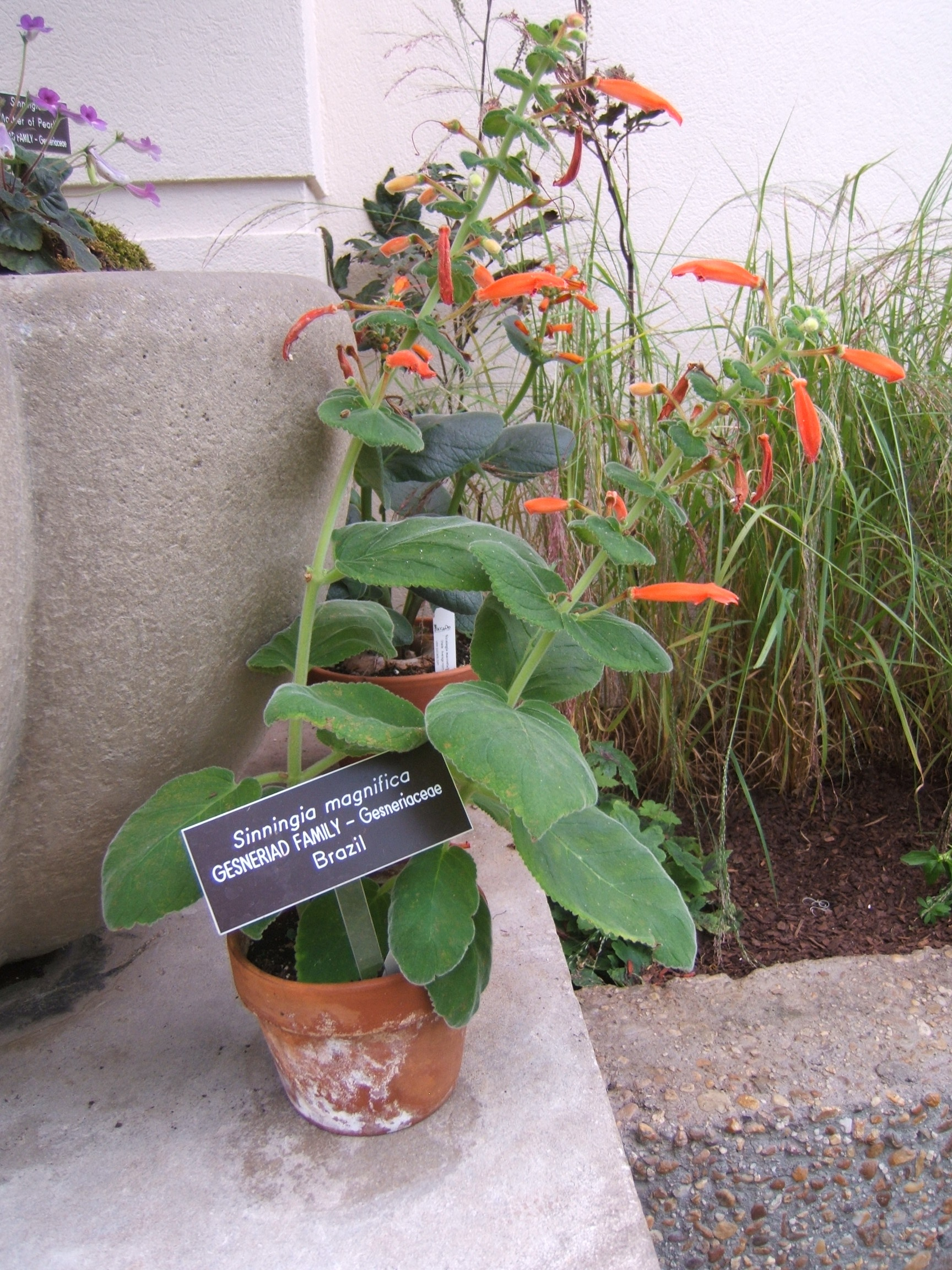